# Kaal huidje
Het kaal huidje (Phanerochaete jose-ferreirae) is een schimmel behorend tot de familie Phanerochaetaceae. Hij leeft saprotroof op takken van loofbomen zoals eiken (Quercus), in loofbossen op zandgrond.

## Verspreiding
In Nederland komt het kaal huidje zeer zeldzaam voor. 